# Лященко Петро Володимирович
Петро Володимирович Лященко (22 лютого 1886, Кельці, нині Польща — 6 грудня 1942, Караганда, Казахстан) — професор, доктор технічних наук, один із засновників теорії гравітаційного збагачення, віднайшов закономірності руху мінеральних частинок у струмені води, автор першого вітчизняного підручника з гравітаційного збагачення.

## Наукова діяльність
Лященко Петро Володимирович є засновником сучасної теорії гравітаційних методів збагачення, творцем наукової школи. Розроблена ним теорія, яка розкриває механізм утворення і властивості суспензій, що створюються в висхідному потоці з постійною швидкістю і методика розрахунку кінцевих швидкостей падіння зерен у вільних і обмежених умовах, на основі введеного ним нового параметра (R2Y) («параметр Лященко»), отримала поширення в СРСР і за кордоном. Сьогодні теорія і методика Лященко П. В. є класичними. На кафедрі МГІ під його керівництвом були досліджені цикли відсадки і розроблені технологічні схеми відсадки.
П. В. Лященко вивчав закономірності руху мінеральних частинок в струмені води, що тече по похилій площині. Ним була сформульована гіпотеза, згідно з якою у висхідному струмені води зависі з однорідних за величиною і густиною зерен розподіляються, як рідини, за відносними густинами.

## Вибрані праці[3]
- Обогащение и размол фосфоритов и апатитов. [Текст] / Под ред. проф. П. В. Лященко, А. В. Казакова. — Москва; Грозный; Глав. ред. горнотопливной лит-ры, 1934
- Лященко, Петр Владимирович. Гравитационные методы обогащения [Текст]: (Мокрые процессы и воздушное обогащение): Утв. ГУУЗ'ом НКТП в качестве учеб. пособия для горных втузов / Проф. П. В. Лященко. — Москва; Ленинград: ОНТИ. Глав. ред. горно-топливной лит-ры, 1935
- Сепарирование сыпучих тел [Текст] / Сборник статей под ред. В. А. Басманова, Н. И. Сахарова и Н. Н. Ульриха; Общ. ред. проф. П. В. Лященко. — Москва; Ленинград: Изд-во Акад. наук СССР, 1937
- Лященко, Петр Владимирович. Гравитационные методы обогащения [Текст]: Утв. ВКВШ в качестве учебника для горных втузов / проф. П. В. Лященко. — [2-е, перер. изд.]. — Москва; Ленинград: Гостоптехиздат, 1940.